# Xylopteryx sublectata
Xylopteryx sublectata är en fjärilsart som beskrevs av Walker 1862. Xylopteryx sublectata ingår i släktet Xylopteryx och familjen mätare. Inga underarter finns listade i Catalogue of Life.